# فرودگاه دابو سیتی
فرودگاه دابو سیتی (به انگلیسی: Dubbo City Airport) (به زبان بومی: Dubbo City Regional Airport) یک فرودگاه همگانی مسافربری با کد یاتا DBO است که یک باند فرود آسفالت دارد و طول باند آن ۱۷۰۸ متر است. این فرودگاه در کشور استرالیا قرار دارد و در ارتفاع ۲۸۵ متری از سطح دریا واقع شده‌است.

## شرکت‌های هواپیمایی و مقصدهای پروازی
| شرکت‌های هواپیمایی           | مقصدهای پروازی     |
| --------------------------- | ------------------ |
| Marthakal Yolngu Airlines   | Arnhemland         |
| Mission Aviation Fellowship | گو, Arnhemland     |
| ایرنورث                     | داروین، مانینگریدا |